# Verdrag van Alliantie
Het Verdrag van Alliantie, ook het Verdrag van Alliantie met Frankrijk, was een defensieve alliantie tussen het koninkrijk Frankrijk en de Verenigde Staten van Amerika, gevormd in het midden van de Amerikaanse Onafhankelijkheidsoorlog, die militaire steun voor onbepaalde tijd in de toekomst beloofde in het geval van een aanval door Britse troepen. Afgevaardigden van koning Lodewijk XVI van Frankrijk en het Tweede Continentale Congres, die de regering van de Verenigde Staten op dat moment vertegenwoordigde, tekenden het verdrag samen met het Verdrag van Vriendschap en Handel tussen de Verenigde Staten en Frankrijk in het Hôtel de Crillon in Parijs op 6 februari 1778; dit formaliseerde een Frans-Amerikaanse alliantie die technisch gezien van kracht zou blijven tot 1800, en het ondertekenen van het Verdrag van Mortefontaine, ondanks het feit dat nietig verklaard werd door het Congres van de Verenigde Staten in 1798 en de executie van koning Lodewijk XVI tijdens de Franse Revolutie.